# Monergol
Monergol – paliwo rakietowe będące ciekłą mieszaniną utleniacza i paliwa właściwego lub związkiem chemicznym zawierającym w każdej cząsteczce elementy paliwa i utleniacza.